# Circuito de Guecho
O Circuito de Guecho (oficialmente: Circuito de Getxo) é uma corrida de ciclismo de um dia que se celebra anualmente na localidade biscaína de Guecho e seus arredores; em 31 de julho, festividade de São Inácio, coincidindo com as festas da localidade (excepto quando coincide com a Clásica de San Sebastián na que esta corrida muda as suas datas tradicionais). Desde 2001 chama-se também Memorial Ricardo Otxoa, em lembrança do ciclista local formado no clube e falecido depois de ser atropelado por um automóvel durante uns treinamentos com o seu irmão Javier.

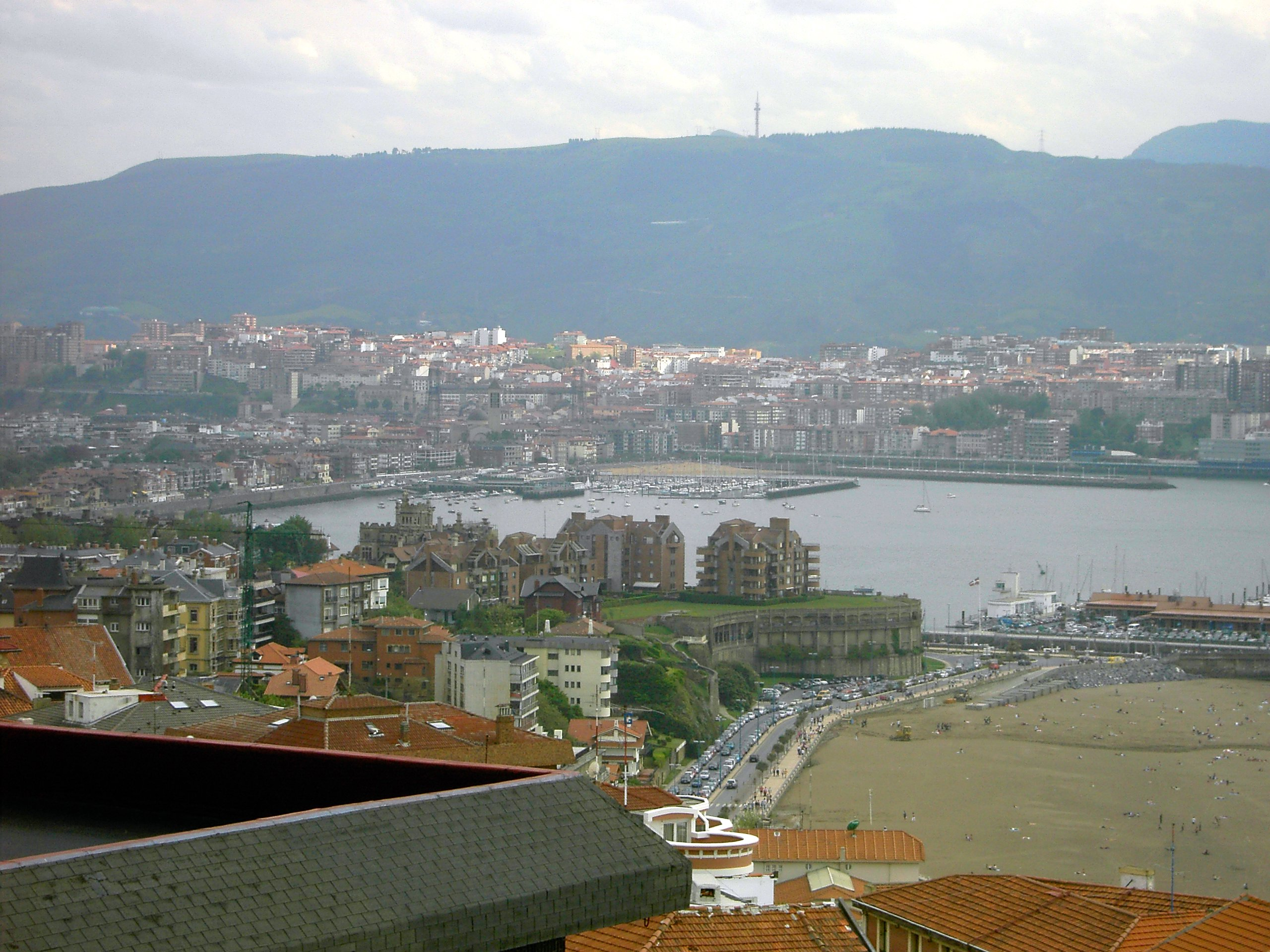
Vista da praia de Ereaga, com Neguri e as Galerias de Ponta Begoña em Arriluze

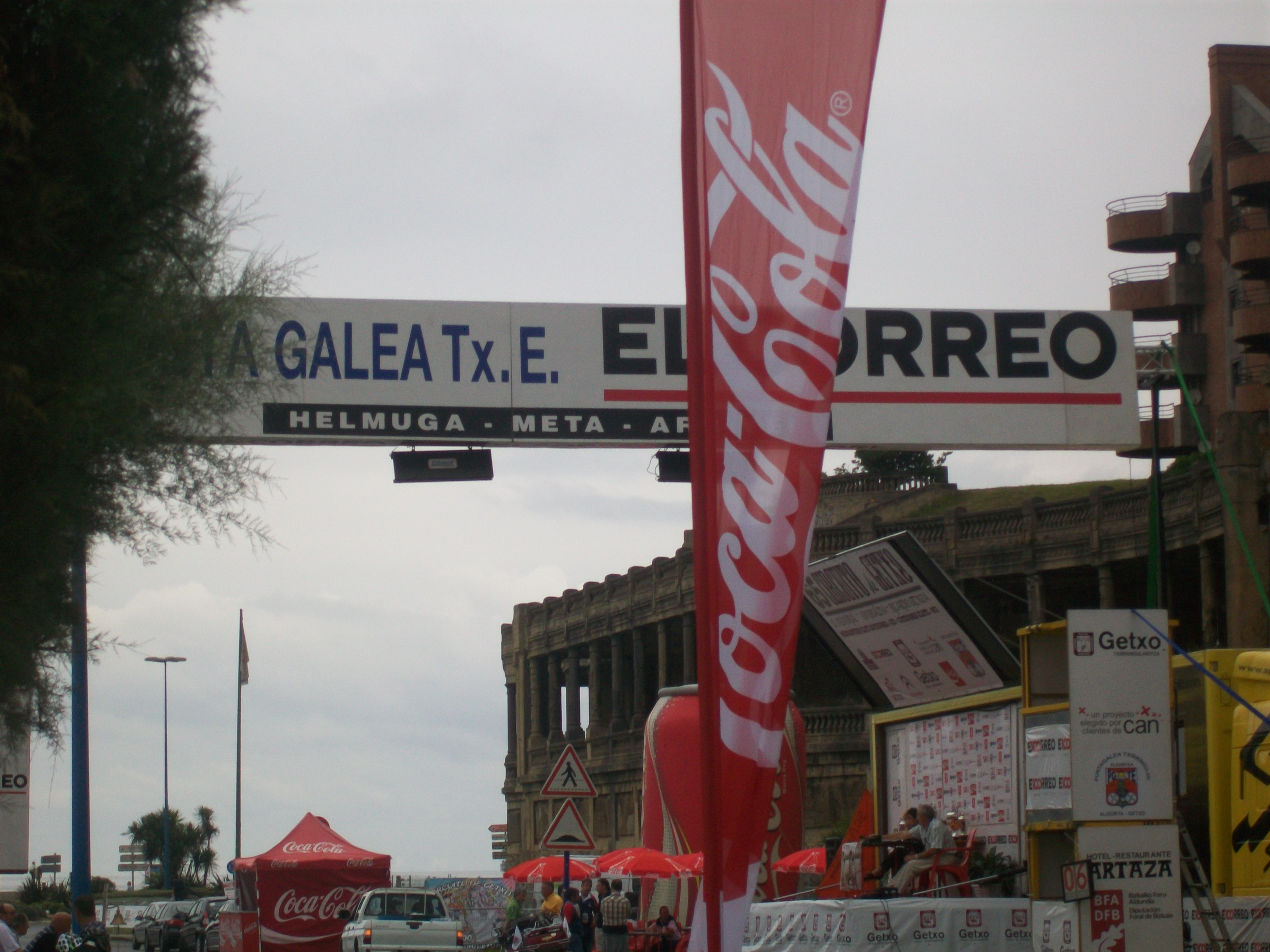
Meta tradicional em frente às Galerias de Ponta Begoña

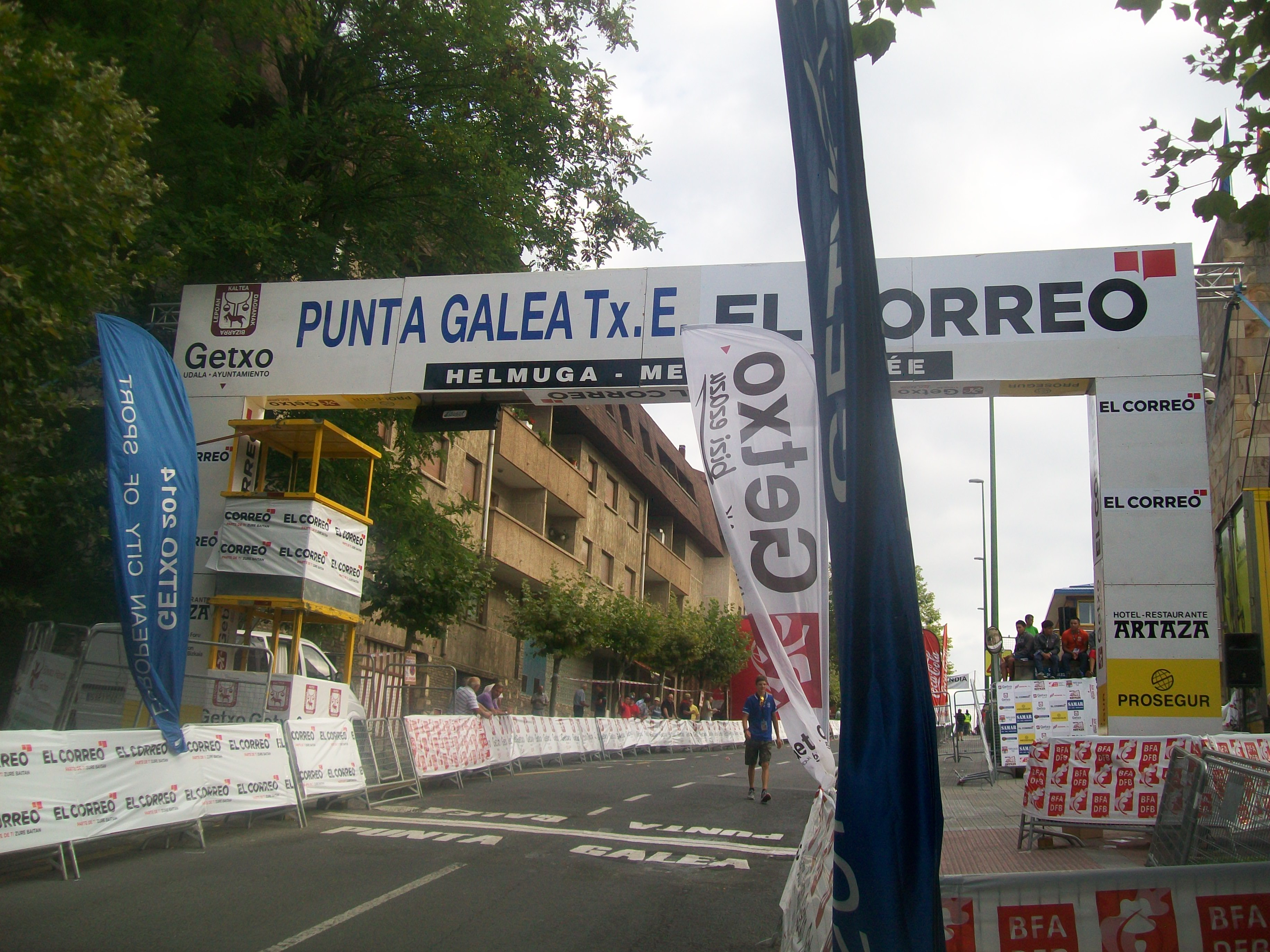
Nova meta desde o 2011 situada ao finalizar a cota Txomintxu-Arkotxa.

Disputou-se pela primeira vez em 1924. Foi passando pelas categorias 1.4 e 1.3 respetivamente até que desde a criação dos Circuitos Continentais UCI em 2005 começou a fazer parte do UCI Europe Tour, dentro da categoria 1.1.
Desde 1987 é organizadada pela S. C. Ponta Galea, a equipa ciclista de cantera do município.

## Percurso
É uma das poucas corridas na Europa com formato de circuito urbano. Trata-se de uma prova de um único dia (clássica), disputada num circuito urbano eminentemente plano de 16,85 km (com a única dificuldade da subida a Txomintxu, uma rampa de pouco mais de 700 metros ao início do circuito) ao que nos últimos anos se davam 11 voltas para completar uma distância total de 185 km, habitualmente a uma grande velocidade em torno dos 45 km/h. O percurso decorre quase sempre pelas ruas de Guecho, ainda que também passa por Berango e Lejona.
O ganhador decide-se habitualmente ao sprint na reta da meta situada no berço de Arriluze de Neguri, junto às Galerias de Arriluze (também chamadas de Ponta Begoña) e a praia de Ereaga e cerca do Palácio Lezama-Leguizamón.
No entanto na edição do 2011 mudou o seu final habitual situando a meta depois da subida a Txomintxu que junto uma pequena mudança situou o kilometraje de cada volta em 17 km exactos (desde essa edição da nova meta se dão 10 voltas ao circuito para totalizar 170 km).

## Palmarés
| Ano                              | Vencedor                          | Segundo                         | Terceiro                        |
| -------------------------------- | --------------------------------- | ------------------------------- | ------------------------------- |
| 1924                             | Domingo Gutiérrez                 | Segundo Barruetabeña            | Miguel Serrano                  |
| 1925                             | Francisco Cepeda                  | Remigio Loroño                  | Jacinto Suarez                  |
| 1926                             | Segundo Barruetabeña              | Francisco Cepeda                | Domingo Gutiérrez               |
| 1927                             | Dióscoro Alonso                   | Domingo Gutiérrez               | Ramón Abad                      |
| 1928                             | Manuel López                      | Eduardo Fernández               | Claudio Zenon                   |
| 1929                             | Francisco Cepeda                  | Jesús García                    | Eugenio Madrazo                 |
| 1930                             | Mariano Cañardo                   | Cesareo Sarduy                  | Dionisio Fernández              |
| 1931-1933 edições não disputadas |                                   |                                 |                                 |
| 1934                             | José Urdangarin                   | Bernardo De Castro              | Ramón Ruiz Trillo               |
| 1935                             | Fédérico Ezquerra                 | Antonio Escuriet                | Salvador Molina                 |
| 1936-1939 edições não disputadas |                                   |                                 |                                 |
| 1940                             | Fédérico Ezquerra                 | José Félix Ezcauriaza           | Ángel Bilbao                    |
| 1941                             | Julián Berrendero                 | Ignacio Orbaiceta               | Fermín Trueba                   |
| 1942                             | Fédérico Ezquerra                 | Martín Mancisidor Chirapozo     | Isidro Bejerano                 |
| 1943                             | Martín Mancisidor Chirapozo       | Fernando Murcia Legaz           | Fédérico Ezquerra               |
| 1944                             | Julián Berrendero                 | Martín Mancisidor Chirapozo     | Fermín Trueba                   |
| 1945                             | Cipriano Aguirrezabal Gallastegui | Fermín Trueba                   | Miguel Lizarazu                 |
| 1946                             | Cipriano Aguirrezabal Gallastegui | Julián Aguirrezabal Gallastegui | Miguel Lizarazu                 |
| 1947                             | Miquel Gual Bauzà                 | Bernardo Capó                   | Emilio Rodríguez Barros         |
| 1948                             | Juan Jáuregui                     | Francisco Torres                | Francisco Michelena             |
| 1949                             | Jesús Loroño                      | Pedro Lizaso                    | Jesús Morales Erostarbe         |
| 1950                             | Jesús Morales Erostarbe           | Martín Mancisidor Chirapozo     | Jesús Loroño                    |
| 1951                             | Óscar Elguezabal                  | Jesús Morales Erostarbe         | Julián Aguirrezabal Gallastegui |
| 1952                             | Óscar Elguezabal                  | Cosme Barrutia Iturriagoitia    | Jesús Morales Erostarbe         |
| 1953                             | Hortensio Vidaurreta              | Óscar Elguezabal                | Cosme Barrutia Iturriagoitia    |
| 1954                             | Cosme Barrutia Iturriagoitia      | Hortensio Vidaurreta            | Ponciano Arbelaiz               |
| 1955                             | Cosme Barrutia Iturriagoitia      | Tomás Onaederra                 | Antón Barrutia Iturriagoitia    |
| 1956                             | Antonio Ferraz                    | Felipe Alberdi                  | José Aguirregomezcorta          |
| 1957                             | Hortensio Vidaurreta              | Juan José Otegui                | José Ramón Azcárate             |
| 1958                             | Fausto Iza                        | Antonio Karmany                 | Julio San Emeterio              |
| 1959                             | Roberto Morales                   | Juan Manuel Menéndez Gómez      | Antón Barrutia Iturriagoitia    |
| 1960                             | Jacinto Urrestarazu               | José Segú                       | Fausto Iza                      |
| 1961                             | Antón Barrutia Iturriagoitia      | Julio San Emeterio              | Juan Campillo                   |
| 1962                             | Roberto Morales                   | José Pérez-Francés              | José Antonio Momeñe             |
| 1963                             | Manuel Martín Piñera              | José Antonio Momeñe             | Candelas Domínguez              |
| 1964                             | Sebastián Elorza Uría             | Jacinto Urrestarazu             | José Luis Bilbao Ereñozaga      |
| 1965                             | Antonio Gómez del Moral           | Manuel Martín Piñera            | Eusebio Vélez                   |
| 1966                             | Antonio Gómez del Moral           | Carlos Echeverría               | Gregorio San Miguel             |
| 1967-1979 edições não disputadas |                                   |                                 |                                 |
| 1980                             | Felipe Yáñez                      | Héctor Raúl Rondán              | Imanol Murga                    |
| 1981                             | Marino Lejarreta                  | Federico Echave                 | Ángel Camarillo                 |
| 1982                             | Juan-Carlos Alonso                | José Luis López Cerrón          | Felipe Yáñez                    |
| 1983                             | Carlos Hernández Bailo            | Faustino Cuelli                 | Jesús Blanco Villar             |
| 1984                             | Jesús Guzmán Delgado              | Alfonso Gutiérrez               | Sabino Angoitia Gaztelu         |
| 1985                             | Antonio Esparza                   | Mathieu Hermans                 | Federico Echave                 |
| 1986 edição não disputada        |                                   |                                 |                                 |
| 1987                             | Federico Echave                   | Antonio Balboa Rico             | Alberto Leanizbarrutia          |
| 1988                             | José Luis Villanueva Orihuela     | Peter Huyghe                    | Melcior Mauri                   |
| 1989                             | John Talen                        | Edwin Bafcop                    | Casimiro Moreda García Tizón    |
| 1990                             | Víctor Gonzalo                    | Alfonso Gutiérrez               | Jean-Pierre Heynderickx         |
| 1991                             | Adri van der Poel                 | Kenneth Weltz                   | Juan Carlos González Salvador   |
| 1992                             | Mathieu Hermans                   | Johan Museeuw                   | Mario Manzoni                   |
| 1993 edição não disputada        |                                   |                                 |                                 |
| 1994                             | Orlando Rodrigues                 | Juan Carlos González Salvador   | José Rodríguez                  |
| 1995                             | Miika Hietanen                    | Manuel Fernández Ginés          | Christian Henn                  |
| 1996                             | Arsenio González                  | Serguei Smetanin                | Ángel Edo                       |
| 1997                             | Jeremy Hunt                       | Ángel Edo                       | Serguei Smetanin                |
| 1998                             | Marcel Wüst                       | Jeremy Hunt                     | Óscar Freire                    |
| 1999                             | Jesper Skibby                     | Michel Lafis                    | Francisco Mancebo               |
| 2000                             | César García Calvo                | Alessandro Bertolini            | Rafael Díaz Justo               |
| 2001                             | Alessandro Bertolini              | Francisco Cabello Luque         | Koos Moerenhout                 |
| 2002                             | Martin Elmiger                    | Pavel Brutt                     | Jan Hruška                      |
| 2003                             | Roberto Lozano                    | Martin Elmiger                  | Constantino Zaballa             |
| 2004                             | Gert Vanderaerden                 | Constantino Zaballa             | Javier Pascual Rodríguez        |
| 2005                             | David Fernández Domingo           | Rubén Lobato                    | David Herrero                   |
| 2006                             | Mikel Gaztañaga                   | Carlos Torrent                  | Javier Benítez                  |
| 2007                             | Vicente Reynès                    | Takashi Miyazawa                | José Joaquín Rojas              |
| 2008                             | Reinier Honig                     | Koldo Fernández                 | Enrique Mata                    |
| 2009                             | Koldo Fernández                   | Juan Pablo Forero               | Mikel Gaztañaga                 |
| 2010                             | Francisco José Pacheco            | Andrea Piechele                 | Francisco Antón                 |
| 2011                             | Juan José Lobato                  | Stéphane Poulhiès               | Joaquim Rodríguez               |
| 2012                             | Giovanni Visconti                 | Danilo Di Luca                  | Enrique Sanz                    |
| 2013                             | Juan José Lobato                  | Armindo Fonseca                 | Egoitz García                   |
| 2014                             | Carlos Barbero                    | Luca Chirico                    | Pello Bilbao                    |
| 2015                             | Nacer Bouhanni                    | Juan José Lobato                | Carlos Barbero                  |
| 2016                             | Diego Ulissi                      | Simon Yates                     | José Herrada                    |
| 2017                             | Carlos Barbero                    | Ángel Madrazo                   | José Herrada                    |
| 2018                             | Alex Aranburu                     | Carlos Barbero                  | Jon Aberasturi                  |
| 2019                             | Jon Aberasturi                    | Alex Aranburu                   | Lorrenzo Manzin                 |
| 2020                             | Damiano Caruso                    | Giacomo Nizzolo                 | Eduard Prades                   |
| 2021                             | Giacomo Nizzolo                   | Giovanni Aleotti                | Santiago Buitrago               |
| 2022                             | Juan Ayuso                        | Andrea Piccolo                  | Wilco Kelderman                 |
| 2023                             | Alexey Lutsenko                   | Tony Gallopin                   | Simone Velasco                  |
| 2024                             | Jon Barrenetxea                   | Clément Champoussin             | Orluis Aular                    |
| 2025                             |                                   |                                 |                                 |